# Amborella trichopoda

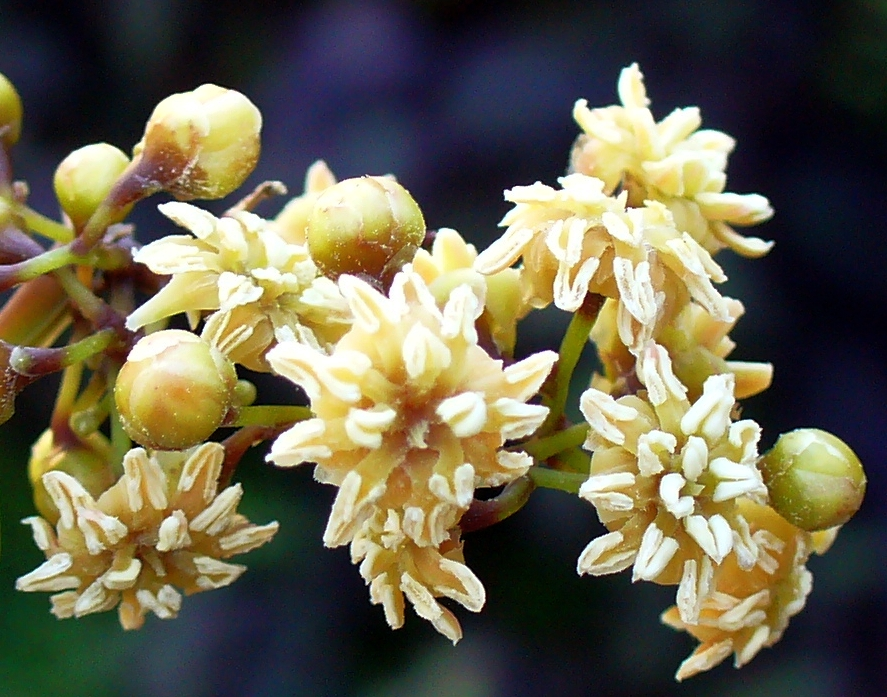
Flors masculines

Amborella trichopoda és l'única espècie de l'ordre de les Amborellales i, conseqüentment, de la família de les amborelàcies (Amborellaceae) i del gènere Amborella. Aquesta planta, nativa de l'illa de la Grande Terre de Nova Caledònia, té una gran importància per ser a la base de la classificació de les plantes amb flor, és el llinatge més antic del clade de les angiospermes.

## Descripció
És un arbust perenne que pot atènyer fins als 8 metres d'altura. Les fulles són alternes, coriàcies, amb pecíol curt i el marge ondulat. Les flors es presenten agrupades en inflorescències cimoses, són plantes dioiques, uns individus només tenen flors masculines i d'altres només flors femenines. El fruit és un drupa, vermella a la maturitat.

## Taxonomia
La primera publicació sobre Amborella trichopoda la va fer l'any 1869 el botànic francès Henri Ernest Baillon (1827-1895), a una nota a peu de pàgina del primer volum de la seva obra Histoire des Plantes, una anys més tard, el 1873 en faria una publicació més formal al volum desè de la publicació Adansonia. Recueil d'observations botaniques.
Des de l'inici, aquesta espècie va ser inclosa dins la família de les monimiàcies, a l'ordre de les laurals. L'any 1948 el botànic francès Marcel Pichon (1921-1954) la va posar dins la seva pròpia família, la de les amborelàcies (Amborellaceae), que va publicar al Bulletin du Muséum d'Histoire Naturelle de París. L'any 1999 les anàlisis moleculars van demostrar que aquesta espècie era l'angiosperma vivent més antiga, i l'any 2003 el sistema APG II la va posar dins de l'ordre de les amborelals (Amborellales) que va ser creat l'any 1999 pels botànics Aleksandr Pàvlovitx Melikian (1935-2008), Alexei Vladimir Bobrov (1969-) i Ekaterina S. Zaytzeva (1968-). Aquest emplaçament va ser confirmat per les versions posteriors, APG III (2009) i APG IV (2016).